# Gradišče, Velike Lašče
Gradišče este o localitate din comuna Velike Lašče, Slovenia, cu o populație de 7 locuitori.